# 5444 Gautier
5444 Gautier è un asteroide della fascia principale. Scoperto nel 1991, presenta un'orbita caratterizzata da un semiasse maggiore pari a 2,3773310 UA e da un'eccentricità di 0,1571965, inclinata di 0,75589° rispetto all'eclittica.